# リチャード・ハーツホーン
リチャード・ハーツホーン（Richard Hartshorne、1899年 - 1992年）は、アメリカの地理学者。リチャード・ハートショーンと呼ばれることも多い。20世紀のアメリカ地理学界を代表する人物の一人で、代表作である『地理学方法論』(The Nature of Geography)や『地理学の本質』(Perspective on the Nature of Geography)は世界各国の地理学方法論に影響を与えた。またアメリカの代表的な哲学者・チャールズ・ハーツホーンは、彼の実兄にあたる。

## 経歴
ペンシルベニア州の生まれ。牧師の父と作家の母の次男として生まれる。長男は、後に高名な哲学者となった。1917年にプリンストン大学に進学、当初は数学を専攻していたがエルズワース・ハンティントンなどを通じて地理学に興味を持ち、シカゴ大学大学院に進学後は地理学を専攻するようになった。エレン・センプルやダウエント・ホイットルセーらの講義を聞く。1925年にPh.Dを取得。ミネソタ大学で教鞭をとる。1940年から1945年までの第二次世界大戦中は、ワシントンの参謀本部で働く。この頃は主に都市機能に関する地理学や政治地理学について研究していた。1945年にウィスコンシン大学教授に就任。以降死去するまで当地で過ごす。彼は、ドイツ語も解すことができドイツ流の地理学にも親しみ、アルフレート・ヘットナーの影響を受けていた。そこで彼は地理学の対象を物理的に視覚できる範囲に限定されることに疑問を持っていた。そこで1939年に地理学方法論を説いた『地理学方法論』(The Nature of Geography)を執筆し、当時アメリカの地理学界に大きな議論となった。特に地理学者フレッド・シェーファーと地理学方法論をめぐって大きな論争になった。また、この著作は世界各国で翻訳を行われ、日本などでも地理学方法論の名著として受け入れられている。この著作の影響は大きく、当時の地理学方法論の一大潮流になっていった。以降ハーツホーンは、政治地理学のほか、自身の地理学方法論の考え方に対する批判への対応や自説の発展に大きな力を注ぐことになる。1948年、アメリカ地理学会（AAG）とアメリカ職業地理学者協会（ASPG）の合併に尽力し、統合後のAAGの会長に就任した。
1970年に退官。1992年に93歳にて逝去。

## 著作
- The Nature of Geography1939年(野村正七訳『地理学方法論』1957年　朝倉書店)
- Perspective on the Nature of Geography1959年(山岡政喜訳『地理学の本質』1975年　古今書院)